# Antoni Szymanowski
Antoni Jan Szymanowski (født 13. januar 1951 i Tomaszów Mazowiecki) er en polsk tidligere fodboldspiller, der som højre back  blandet andet var med på Polens landshold, da det havde stor succes op gennem 1970'erne. 

## Karriere

### Klubber
Szymanowski spillede på klubplan blandt andet i hjemlandet hos Wisła Kraków, hvor han spillede størstedelen af sin karriere, inden han sluttede i Belgien hos Club Brugge.

### Landshold
Efter nogle kampe på U/21-landsholdet debuterede han for A-landsholdet 22. marts 1970 i et opgør mod Irak.
Han var med holdet ved OL 1972 i München, hvor det først i den indledende pulje blev til tre sejre, hvorpå det i mellemrunden blev til sejr over Sovjetunionen og Marokko samt uafgjort 1-1 mod Danmark. Som vinder af puljen kom Polen derpå til at spille finale mod vinderen af den anden mellemrundegruppe, Ungarn, og her var Polen bagud 0-1 ved pausen. På to mål af Kazimierz Deyna i anden halvleg vendte holdet kampen og sikrede sig guldmedaljerne, mens Ungarn fik sølv og DDR og Sovjetunionen delte bronzen efter en kamp, der endte 1-1.
Han var igen med ved OL i 1976 i Montreal, hvor fodboldturneringen var  ramt af flere afbud. Således bestod Polens indledende pulje kun af tre hold, og Polen vandt puljen med en sejr og en uafgjort. Ved dette OL gik de to bedste hold fra hver pulje videre til kvartfinaler, og her vandt Polen med 5-0 over Nordkorea. Med sejr på 2-0 i semifinalen over Brasilien var holdet klar til finalen mod DDR, som vandt 3-1, så denne gang blev det til OL-sølv til Polen og Szymanowski, mens Sovjetunionen vandt bronze med sejr over Brasilien.
Ud over OL-kampene opnåede han 82 kampe for A-landsholdet, og han deltog også ved VM 1974, hvor Polen fik bronze, og VM 1978.

### Træner
Efter afslutningen af den aktive karriere har Szymanowski i flere tilfælde fungeret som træner, senest i Przeboj Wolbrom, der befinder sig i de en af de lavere polske ligaer.